# Saint-Léon-sur-l'Isle
Pour les articles homonymes, voir Saint-Léon et l'Isle.
Saint-Léon-sur-l'Isle est une commune française située dans le département de la Dordogne, en région Nouvelle-Aquitaine.

## Géographie

### Généralités
Localisée au centre-ouest du département de la Dordogne, la commune de Saint-Léon-sur-l'Isle est traversée du nord-est au sud-ouest par l'Isle.
Le bourg de Saint-Léon-sur-l'Isle, est situé, en distances orthodromiques, quatre kilomètres au sud-ouest de Saint-Astier et quatorze kilomètres au nord-est de Mussidan, en rive gauche de l'Isle. Il est traversé par la route départementale (RD) 41E2 et se trouve en bordure de la RD 6089 (l'ancienne route nationale 89), elle-même longée par l'autoroute A89, dont l'échangeur n° 14 (Périgueux-Ouest) se trouve à moins de cinq kilomètres.
La commune est également desservie en rive droite de l'Isle par la ligne de Coutras à Tulle avec la halte ferroviaire de Saint-Léon-sur-l'Isle. Au nord du territoire communal, le sentier de grande randonnée GR 646 marque la limite avec Saint-Germain-du-Salembre.

### Communes limitrophes
Saint-Léon-sur-l'Isle est limitrophe de quatre autres communes.
| Saint-Germain-du-Salembre |                       | Saint-Astier |
|                           | Saint-Léon-sur-l'Isle |              |
| Neuvic                    |                       | Grignols     |

### Géologie et relief

#### Géologie
Situé sur la plaque nord du Bassin aquitain et bordé à son extrémité nord-est par une frange du Massif central, le département de la Dordogne présente une grande diversité géologique. Les terrains sont disposés en profondeur en strates régulières, témoins d'une sédimentation sur cette ancienne plate-forme marine. Le département peut ainsi être découpé sur le plan géologique en quatre gradins différenciés selon leur âge géologique. Saint-Léon-sur-l'Isle est située dans le troisième gradin à partir du nord-est, un plateau formé de calcaires hétérogènes du Crétacé.
Les couches affleurantes sur le territoire communal sont constituées de formations superficielles du Quaternaire et de roches sédimentaires datant pour certaines du Cénozoïque, et pour d'autres du Mésozoïque. La formation la plus ancienne, notée c5a(2), date du Campanien 1, des calcaires packstone à wackstone crayo-marneux gris blanchâtres à subalvéolines à silex gris ou noirs. La formation la plus récente, notée CFp, fait partie des formations superficielles de type colluvions indifférenciées de versant, de vallon et plateaux issues d'alluvions, molasses, altérites. Le descriptif de ces couches est détaillé dans  la feuille « no 782 - Mussidan » de la carte géologique au 1/50 000 de la France métropolitaine, et sa notice associée.

Carte géologique de Saint-Léon-sur-l'Isle.

#### Relief et paysages
Le département de la Dordogne se présente comme un vaste plateau incliné du nord-est (491 m, à la forêt de Vieillecour dans le Nontronnais, à Saint-Pierre-de-Frugie) au sud-ouest (2 m à Lamothe-Montravel). L'altitude du territoire communal varie quant à elle entre 56 mètres au sud-ouest, là où l'Isle quitte la commune pour entrer sur celle de Neuvic, et 192 mètres à l'est, près du lieu-dit Angunand, presque en limite de Grignols.
Dans le cadre de la Convention européenne du paysage entrée en vigueur en France le 1er juillet 2006, renforcée par la loi du 8 août 2016 pour la reconquête de la biodiversité, de la nature et des paysages, un atlas des paysages de la Dordogne a été élaboré sous maîtrise d’ouvrage de l’État et publié en octobre 2020. Les paysages du département s'organisent en huit unités paysagères,. La commune est dans l'unité paysagère de la « Vallée de l'Isle », qui présente un profil contrasté : une vallée relativement encaissée, aux coteaux affirmés, dominant le fond de vallée de 60 à 80 m en amont de Mussidan, une vallée plus élargie en aval avec un fond de vallée plat, large de 1,5 à 2 km. À la fois agricole et urbanisée, elle est parcourue par de nombreuses voies de communication,.
La superficie cadastrale de la commune publiée par l'Insee, qui sert de référence dans toutes les statistiques, est de 14,78 km2,,. La superficie géographique, issue de la BD Topo, composante du Référentiel à grande échelle produit par l'IGN, est quant à elle de 14,49 km2.

### Hydrographie

#### Réseau hydrographique
La commune est située dans le bassin de la Dordogne au sein du Bassin Adour-Garonne. Elle est drainée par l'Isle, la Civade, le ruisseau des Peloux et par un petit cours d'eau, qui constituent un réseau hydrographique de 12 km de longueur totale,.
L'Isle, d'une longueur totale de 255,29 km, prend sa source dans la Haute-Vienne dans la commune de Janailhac et se jette dans la Dordogne — dont elle est le principal affluent — en rive droite face à Arveyres, en limite de Fronsac et de Libourne,. Elle traverse la commune du nord-est au sud-ouest sur six kilomètres dont trois servent de limite naturelle en deux tronçons, face à Saint-Astier et Neuvic.
Affluent de rive droite de l'Isle, la Civade borde le territoire communal au nord sur plus d'un kilomètre et demi, face à Saint-Astier.
Autre affluent de rive droite de l'Isle, le ruisseau des Peloux prend sa source dans le nord-ouest de la commune qu'il baigne sur plus d'un kilomètre et demi.

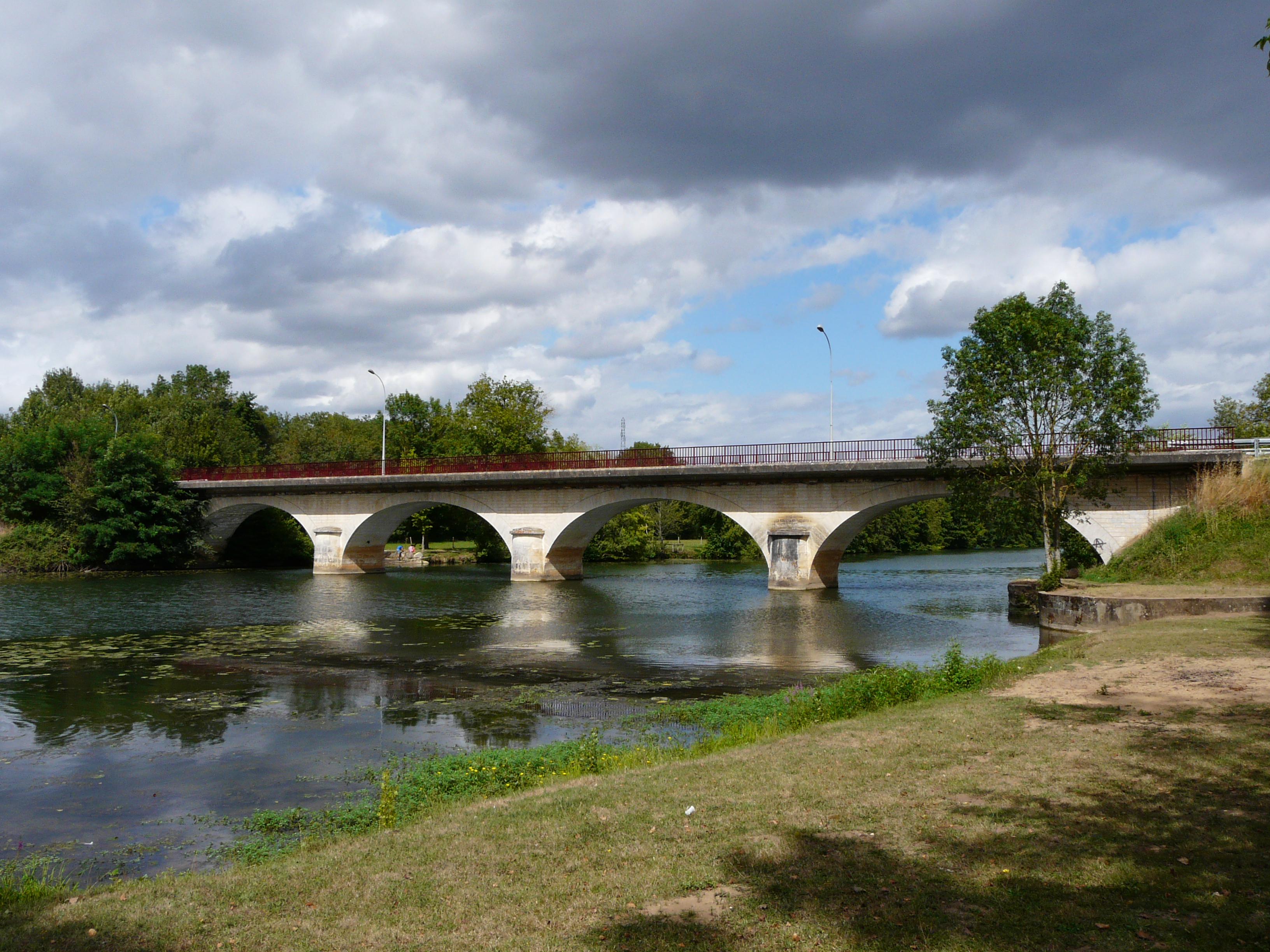
Le pont de Saint-Léon-sur-l'Isle.
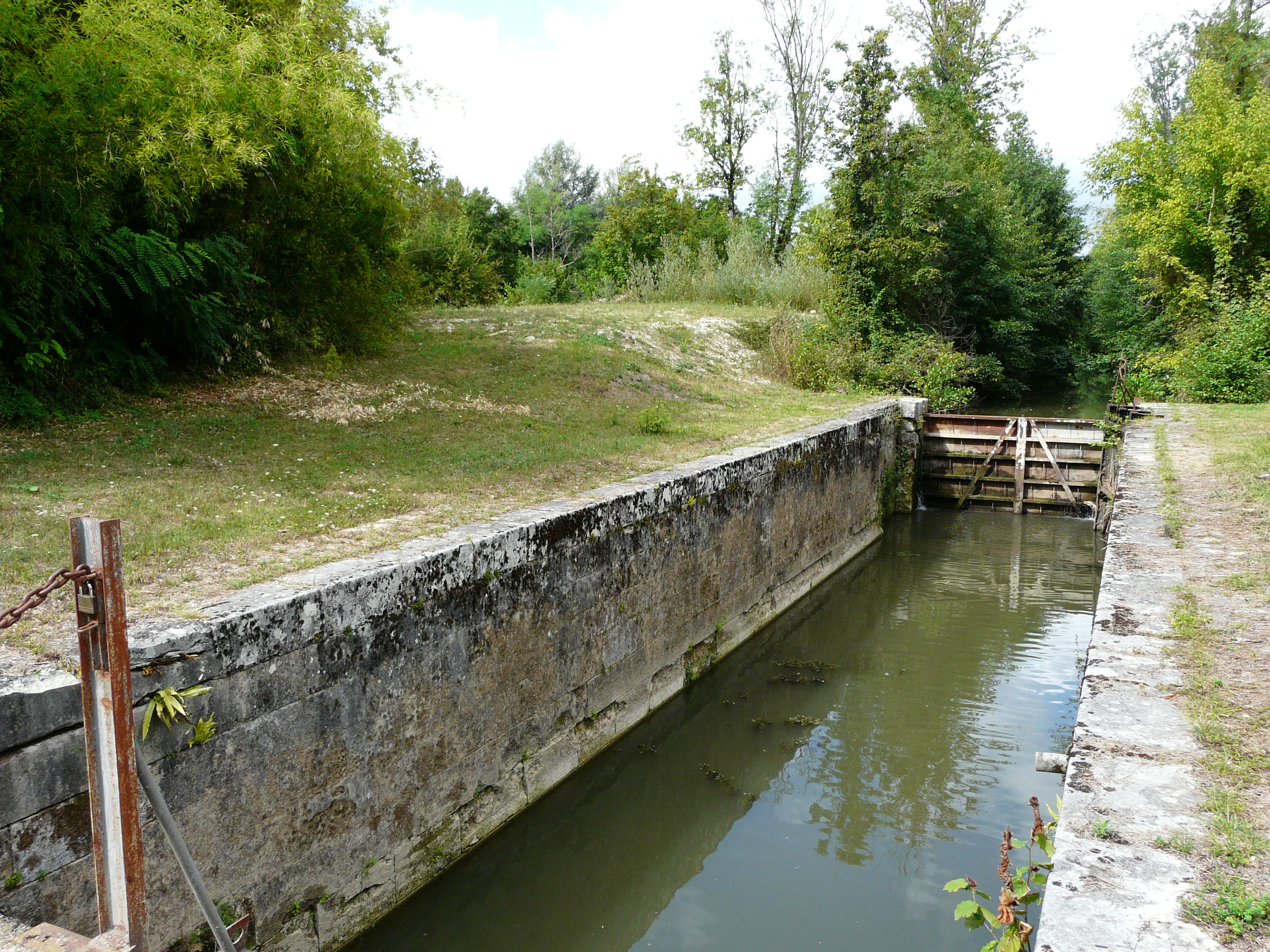
L'ancienne écluse du Moulin Brûlé.
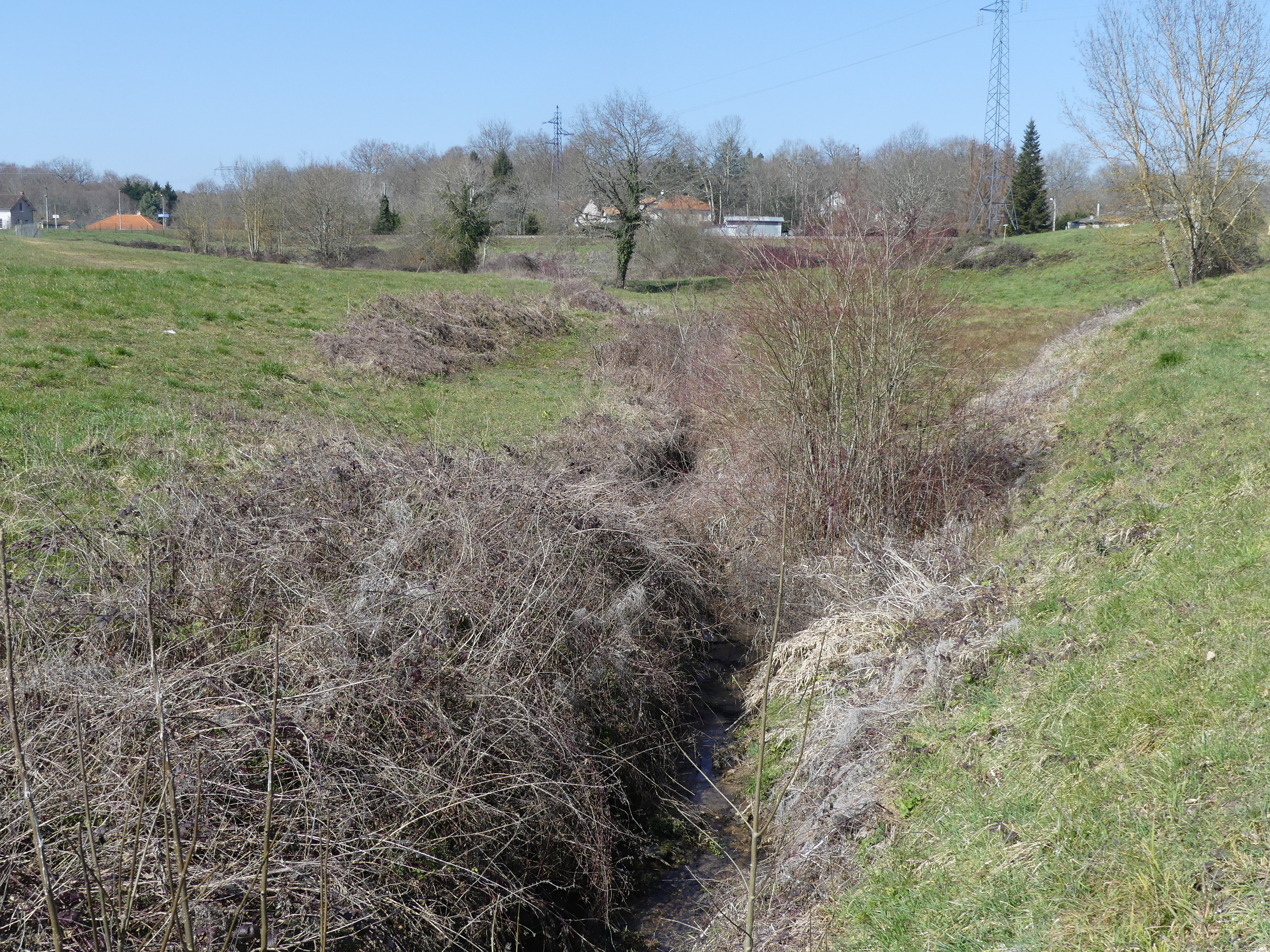
Le ruisseau des Peloux au lieu-dit Beauregard.
Réseaux hydrographique et routier de Saint-Léon-sur-l'Isle.

#### Gestion et qualité des eaux
Le territoire communal est couvert par le schéma d'aménagement et de gestion des eaux (SAGE) « Isle - Dronne ». Ce document de planification, dont le territoire regroupe les bassins versants de l'Isle et de la Dronne, d'une superficie de 7 500 km2, a été approuvé le 2 août 2021. La structure porteuse de l'élaboration et de la mise en œuvre est l'établissement public territorial de bassin de la Dordogne (EPIDOR). Il définit sur son territoire les objectifs généraux d’utilisation, de mise en valeur et de protection quantitative et qualitative des ressources en eau superficielle et souterraine, en respect des objectifs de qualité définis dans le troisième SDAGE  du Bassin Adour-Garonne qui couvre la période 2022-2027, approuvé le 10 mars 2022.
La qualité des eaux de baignade et des cours d’eau peut être consultée sur un site dédié géré par les agences de l’eau et l’Agence française pour la biodiversité.

### Climat
Pour des articles plus généraux, voir Climat de la Nouvelle-Aquitaine et Climat de la Dordogne.
Historiquement, la commune est exposée à un climat océanique aquitain.  
En 2020, Météo-France publie une typologie des climats de la France métropolitaine dans laquelle la commune est exposée à un climat océanique altéré et est dans la région climatique  Aquitaine, Gascogne, caractérisée par une pluviométrie abondante au printemps, modérée en automne, un faible ensoleillement au printemps, un été chaud (19,5 °C), des vents faibles, des brouillards fréquents en automne et en hiver et des orages fréquents en été (15 à 20 jours).
Pour la période 1971-2000, la température annuelle moyenne est de 12,8 °C, avec  une amplitude thermique annuelle de 15,1 °C. Le cumul annuel moyen de précipitations est de 891 mm, avec 12,3 jours de précipitations en janvier et 6,7 jours en juillet. Pour la période 1991-2020, la température moyenne annuelle observée sur la station météorologique la plus proche, située sur la commune de Saint-Martin-de-Fressengeas à 16 km à vol d'oiseau, est de 12,4 °C et le cumul annuel moyen de précipitations est de 1 050,4 mm,. Pour l'avenir, les paramètres climatiques de la commune estimés pour 2050 selon différents scénarios d’émission de gaz à effet de serre sont consultables sur un site dédié publié par Météo-France en novembre 2022.

## Urbanisme

### Typologie
Au 1er janvier 2024, Saint-Léon-sur-l'Isle est catégorisée bourg rural, selon la nouvelle grille communale de densité à 7 niveaux définie par l'Insee en 2022.
Elle est située hors unité urbaine. Par ailleurs la commune fait partie de l'aire d'attraction de Périgueux, dont elle est une commune de la couronne,. Cette aire, qui regroupe 49 communes, est catégorisée dans les aires de 50 000 à moins de 200 000 habitants,.

### Occupation des sols
L'occupation des sols de la commune, telle qu'elle ressort de la base de données européenne d’occupation biophysique des sols Corine Land Cover (CLC), est marquée par l'importance des territoires agricoles (57,5 % en 2018), en diminution par rapport à 1990 (62,3 %). La répartition détaillée en 2018 est la suivante : 
zones agricoles hétérogènes (42 %), forêts (32 %), terres arables (10,1 %), zones urbanisées (7,6 %), prairies (5,3 %), milieux à végétation arbustive et/ou herbacée (3 %). L'évolution de l’occupation des sols de la commune et de ses infrastructures peut être observée sur les différentes représentations cartographiques du territoire : la carte de Cassini (XVIIIe siècle), la carte d'état-major (1820-1866) et les cartes ou photos aériennes de l'IGN pour la période actuelle (1950 à aujourd'hui).

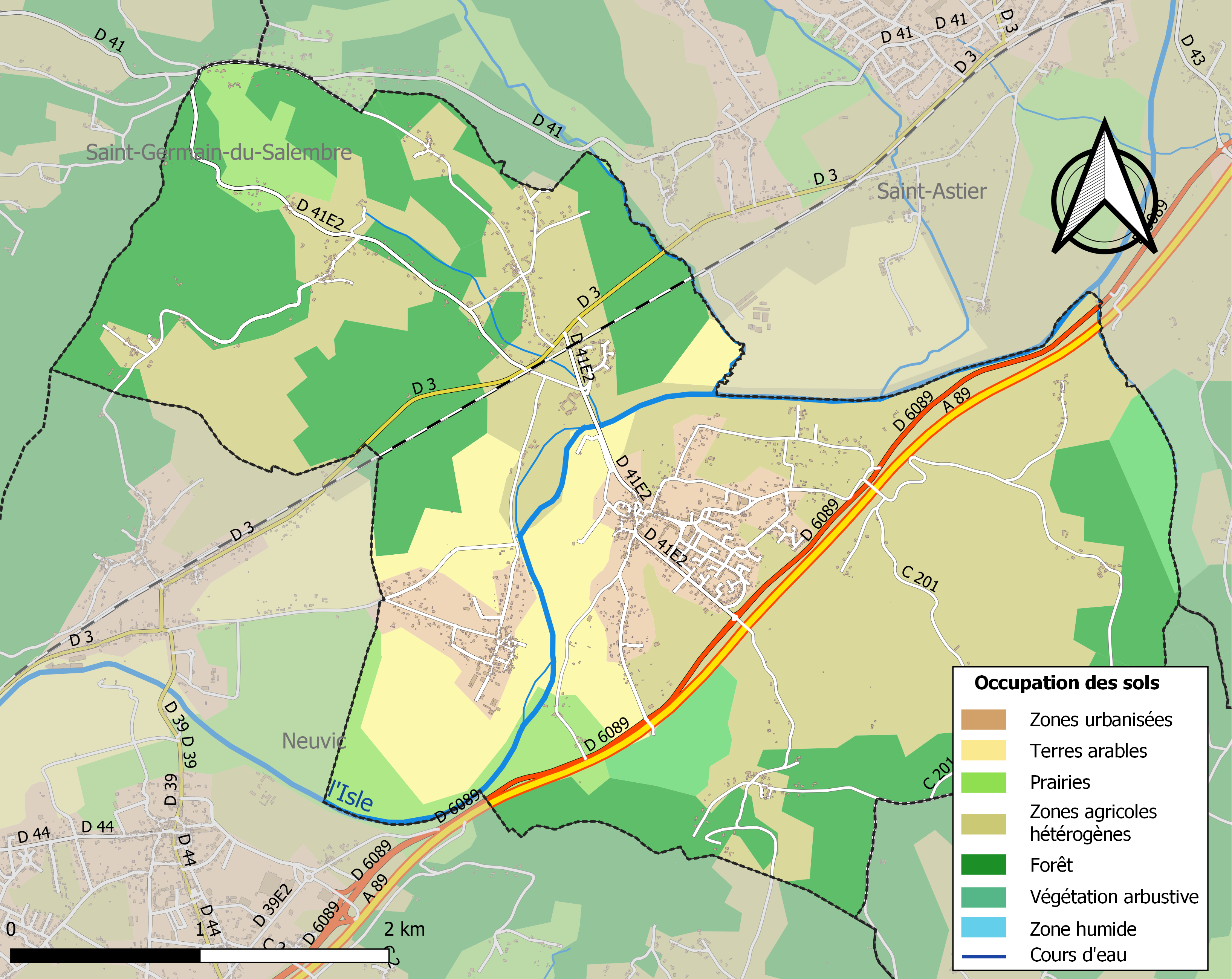
Carte des infrastructures et de l'occupation des sols de la commune en 2018 (CLC).

### Prévention des risques
Le territoire de la commune de Saint-Léon-sur-l'Isle est vulnérable à différents aléas naturels : météorologiques (tempête, orage, neige, grand froid, canicule ou sécheresse), inondations, feux de forêts, mouvements de terrains et séisme (sismicité très faible). Il est également exposé à un risque technologique, le transport de matières dangereuses. Un site publié par le BRGM permet d'évaluer simplement et rapidement les risques d'un bien localisé soit par son adresse soit par le numéro de sa parcelle.

#### Risques naturels

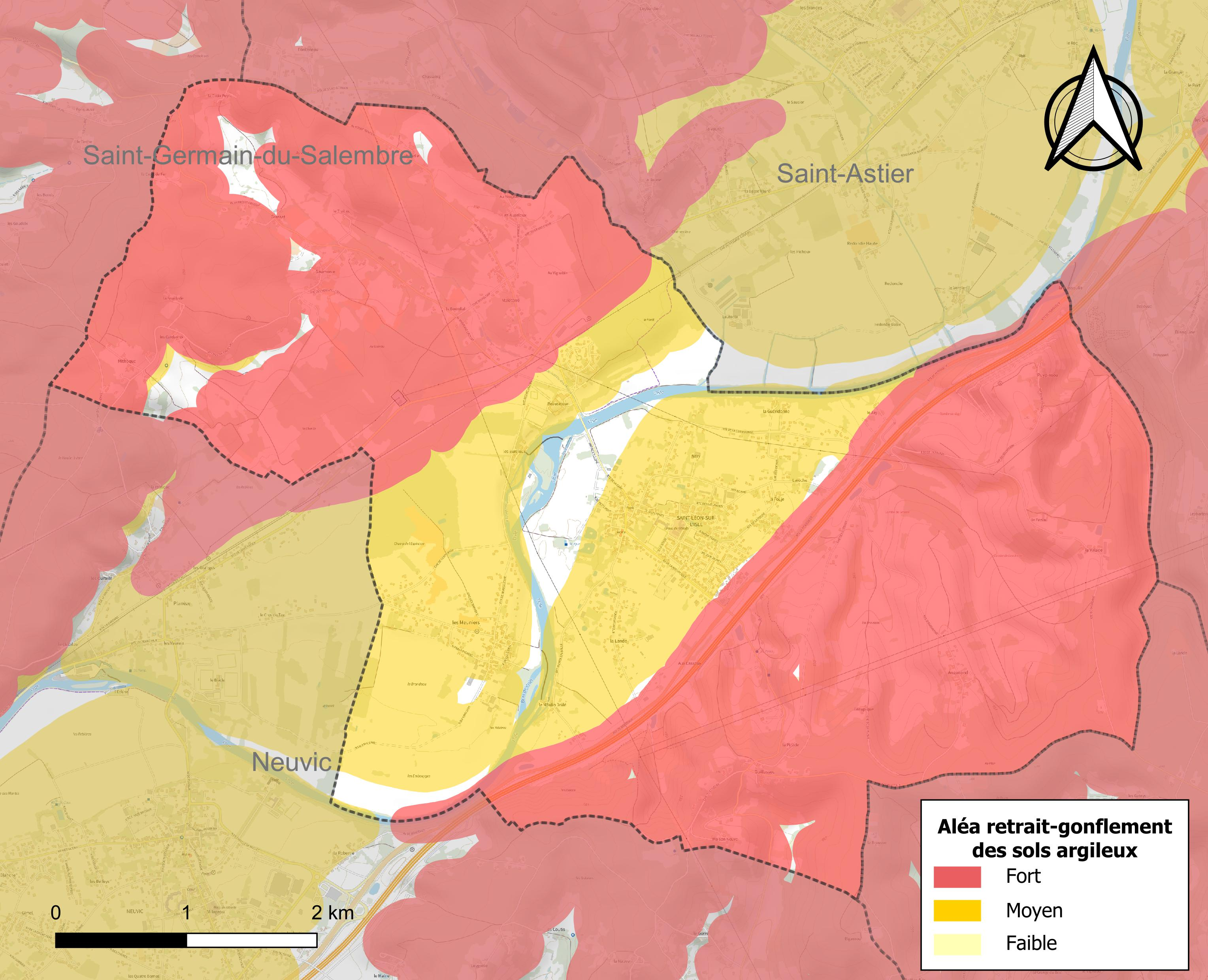
Carte des zones d'aléa retrait-gonflement des sols argileux de Saint-Léon-sur-l'Isle.

Certaines parties du territoire communal sont susceptibles d’être affectées par le risque d’inondation par débordement de cours d'eau, notamment l'Isle. La commune a été reconnue en état de catastrophe naturelle au titre des dommages causés par les inondations et coulées de boue survenues en 1982, 1993, 1998, 1999 et 2018,. Le risque inondation est pris en compte dans l'aménagement du territoire de la commune par le biais du plan de prévention des risques inondation (PPRI) de la « vallée de l'Isle - Mussidanais »  prescrit le 14 mai 2007 et approuvé le 6 juillet 2009, pour les crues de l'Isle, impactant ses rives jusqu'à 500 mètres de largeur sur le territoire communal au niveau de l'écluse de Beauséjour,.
Saint-Léon-sur-l'Isle est exposée au risque de feu de forêt. L’arrêté préfectoral du 14 mars 2013 fixe les conditions de pratique des incinérations et de brûlage dans un objectif de réduire le risque de départs d’incendie. À ce titre, des périodes sont déterminées : interdiction totale du 15 février au 15 mai et du 15 juin au 15 octobre, utilisation réglementée du 16 mai au 14 juin et du 16 octobre au 14 février. En septembre 2020, un plan inter-départemental de protection des forêts contre les incendies (PidPFCI) a été adopté pour la période 2019-2029,.
Les mouvements de terrains susceptibles de se produire sur la commune sont des tassements différentiels. Le retrait-gonflement des sols argileux est susceptible d'engendrer des dommages importants aux bâtiments en cas d’alternance de périodes de sécheresse et de pluie. 94 % de la superficie communale est en aléa moyen ou fort (58,6 % au niveau départemental et 48,5 % au niveau national métropolitain). Depuis le 1er octobre 2020, en application de la loi ÉLAN, différentes contraintes s'imposent aux vendeurs, maîtres d'ouvrages ou constructeurs de biens situés dans une zone classée en aléa moyen ou fort,.
La commune a été reconnue en état de catastrophe naturelle au titre des dommages causés par la sécheresse en 1989, 1992, 1995, 1997, 2005 et 2011 et par des mouvements de terrain en 1999.

## Toponymie
Le nom de la commune se réfère à saint Léonce et à l'Isle, principal affluent de la Dordogne et rivière qui arrose le territoire communal.
En occitan, la commune porte le nom de Sent Lèon d'Eila.

## Histoire
La première mention écrite connue du lieu remonte au début du XIIIe siècle sous la forme Sen Leo.
Les gisements préhistoriques prouvent une occupation du territoire communal depuis au moins le Magdalénien, la grotte du Déroc ayant servi au Chalcolithique de grotte sépulcrale. L'époque gallo-romaine est représentée par l'oppidum du Tuquet.
Face à un gué permettant de franchir l'Isle, le château de Beauséjour est bâti en 1340 par le cardinal Hélie de Talleyrand, comme élément défensif avancé du château de Grignols. Lors de la Fronde, en 1652, les troupes du Grand Condé incendient et détruisent le château de Beauséjour.
Aux XVIIe et XVIIIe siècles, la paroisse de Saint Léon dépend de la châtellenie de Grignols, d'où le nom de Saint Léon de Griniol qu'elle portait sous l'Ancien Régime.
En remplacement d'un bac qui assurait la traversée de l'Isle entre Beauséjour et le village, le pont de Saint-Léon-sur-l'Isle est construit en 1880 puis élargi en 1971.

## Politique et administration

### Rattachements administratifs
Dès 1790, la commune de Saint-Léon-sur-l'Isle a été rattachée au canton de Saint-Astier qui dépendait du district de Perigueux jusqu'en 1795, date de suppression des districts. En 1801, le canton est supprimé et la commune est rattachée au canton de Grignols dépendant de l'arrondissement de Périgueux. Il change de nom et devient le canton de Saint-Astier en 1829, à la suite du transfert du chef-lieu de Grignols vers Saint-Astier.
Lors de l'importante réforme de 2014 définie par le décret du 21 février 2014 et supprimant la moitié des cantons du département, la commune reste attachée au même canton.

### Intercommunalité
Fin 2002, Saint-Léon-sur-l'Isle intègre dès sa création la communauté de communes Astérienne Isle et Vern. Celle-ci disparaît le 31 décembre 2013, remplacée au 1er janvier 2014 par une nouvelle intercommunalité élargie, la communauté de communes Isle Vern Salembre en Périgord.

### Administration municipale
La population de la commune étant comprise entre 1 500 et 2 499 habitants au recensement de 2017, dix-neuf conseillers municipaux ont été élus en 2020,.

### Liste des maires
| Période                                  | Période       | Identité                    | Étiquette | Qualité                                                                                      |
| ---------------------------------------- | ------------- | --------------------------- | --------- | -------------------------------------------------------------------------------------------- |
| Les données manquantes sont à compléter. |               |                             |           |                                                                                              |
| 1791                                     | 1796          | Jean Gay                    |           |                                                                                              |
| 1796                                     | 1813          | Pierre Reynaud Lafon        |           |                                                                                              |
| 1813                                     | 1814          | Pierre Pujol Laforêt        |           |                                                                                              |
| 1814                                     | 1820          | Guillaume Gonthier Duponlas |           |                                                                                              |
| 1820                                     | 1831          | Léonard Bleynie             |           |                                                                                              |
| 1831                                     | 1853          | Pierre Alexis Reynaud       |           |                                                                                              |
| 1853                                     | 1870          | Jean Maze                   |           |                                                                                              |
| 1870                                     | 1880          | Alexis Reynaud              |           |                                                                                              |
| 1880                                     | janvier 1881  | Jean Maze                   |           |                                                                                              |
| janvier 1881                             | 1886          | François Egretaud           |           |                                                                                              |
| juillet 1886                             | mai 1908      | Jean Baptiste Dumarchat     |           |                                                                                              |
| mai 1908                                 | 1916          | Émile Reymondie             |           |                                                                                              |
| 1916                                     | décembre 1919 | Jean Dujarric               |           | Adjoint faisant fonctions de maire                                                           |
| décembre 1919                            | 1929          | Jean Dujarric               |           |                                                                                              |
| mai 1929                                 | décembre 1938 | Yvan Théodose               |           |                                                                                              |
| décembre 1938                            | février 1939  | Léonce Decoly               |           | Adjoint faisant fonctions de maire                                                           |
| février 1939                             | novembre 1944 | Léo Guichard                |           |                                                                                              |
| novembre 1944                            | décembre 1947 | Henri Dumarchat             |           |                                                                                              |
| mars 1948                                | mars 1959     | Maurice Mazière             |           |                                                                                              |
| mars 1959                                | juin 1995     | Yves Marois                 | PCF       | Instituteur, puis directeur d'école Conseiller général du canton de Saint-Astier (1964-1970) |
| juin 1995                                | mars 2014     | Claude Parade               | PCF       | Retraité                                                                                     |
| mars 2014                                | mai 2020      | Jean-Luc Laforce            | PCF       |                                                                                              |
| mai 2020                                 | En cours      | Gérard Saurin               | PCF       |                                                                                              |

## Équipements et services publics

### Enseignement
En 2012, Saint-Léon-sur-l'Isle possède une école maternelle et une école élémentaire publiques.

### Santé
L'ouverture d'un centre départemental de santé dans lequel exerceront des professionnels salariés par la collectivité est prévue en septembre 2025. Trois médecins généralistes, un infirmier et deux secrétaires y sont attendus.

### Justice
En 2023, dans le domaine judiciaire, Saint-Léon-sur-l'Isle relève : 
- du tribunal judiciaire, du tribunal pour enfants, du conseil de prud'hommes et du tribunal de commerce de Périgueux ;
- du pôle Nationalité du tribunal judiciaire de Périgueux (compétent uniquement dans le domaine de la nationalité) ;
- de la cour d'appel, du tribunal administratif et de la  cour administrative d'appel de Bordeaux.

## Population et société

### Démographie
L'évolution du nombre d'habitants est connue à travers les recensements de la population effectués dans la commune depuis 1793. Pour les communes de moins de 10 000 habitants, une enquête de recensement portant sur toute la population est réalisée tous les cinq ans, les populations de référence des années intermédiaires étant quant à elles estimées par interpolation ou extrapolation. Pour la commune, le premier recensement exhaustif entrant dans le cadre du nouveau dispositif a été réalisé en 2006.

En 2022, la commune comptait 2 072 habitants, en évolution de +2,47 % par rapport à 2016 (Dordogne : +0,37 %, France hors Mayotte : +2,11 %).
| 1793  | 1800 | 1806  | 1821  | 1831  | 1836  | 1841  | 1846  | 1851  |
| ----- | ---- | ----- | ----- | ----- | ----- | ----- | ----- | ----- |
| 1 009 | 968  | 1 037 | 1 011 | 1 058 | 1 073 | 1 093 | 1 032 | 1 062 |

| 1856  | 1861 | 1866  | 1872 | 1876 | 1881 | 1886 | 1891 | 1896 |
| ----- | ---- | ----- | ---- | ---- | ---- | ---- | ---- | ---- |
| 1 013 | 998  | 1 016 | 913  | 895  | 960  | 985  | 978  | 897  |

| 1901 | 1906 | 1911 | 1921 | 1926 | 1931 | 1936 | 1946 | 1954 |
| ---- | ---- | ---- | ---- | ---- | ---- | ---- | ---- | ---- |
| 918  | 870  | 786  | 679  | 668  | 676  | 683  | 708  | 745  |

| 1962 | 1968  | 1975  | 1982  | 1990  | 1999  | 2006  | 2011  | 2016  |
| ---- | ----- | ----- | ----- | ----- | ----- | ----- | ----- | ----- |
| 842  | 1 436 | 1 708 | 1 872 | 1 934 | 1 877 | 1 930 | 2 027 | 2 022 |

| 2021  | 2022  | - | - | - | - | - | - | - |
| ----- | ----- | - | - | - | - | - | - | - |
| 2 051 | 2 072 | - | - | - | - | - | - | - |

### Sports
En football, l'équipe première de l'« Association sportive de Neuvic Saint-Léon-sur-l'Isle » monte en Première division de District pour la saison 2022-2023.

## Économie

### Emploi
L'emploi est analysé ci-dessous selon qu'il affecte les habitants de Saint-Léon-sur-l'Isle ou qu'il est proposé sur le territoire de la commune.

#### L'emploi des habitants
En 2015, parmi la population communale comprise entre 15 et 64 ans, les actifs représentent 830 personnes, soit 40,8 % de la population municipale. Le nombre de chômeurs (143) a augmenté par rapport à 2010 (107) et le taux de chômage de cette population active s'établit à 17,2 %.

#### L'emploi sur la commune
En 2015, la commune offre 221 emplois pour une population de 2 036 habitants. Le secteur administratif (administration publique, enseignement, santé, action sociale) prédomine avec 43,1 % des emplois mais le secteur tertiaire est également très présent avec 30,4 %. À l'inverse, il n'existe aucun emploi agricole sur la commune alors qu'il en restait encore huit, trois ans plus tôt.
Répartition des emplois par domaines d'activité
|                     | Agriculture, sylviculture ou pêche | Industrie | Construction | Commerce, transports et services | Administration publique, enseignement, santé, action sociale | Total |
| ------------------- | ---------------------------------- | --------- | ------------ | -------------------------------- | ------------------------------------------------------------ | ----- |
| Nombre d'emplois    | 0                                  | 33        | 25           | 67                               | 95                                                           | 221   |
| Pourcentage         | 0,0 %                              | 15,1 %    | 11,4 %       | 30,4 %                           | 43,1 %                                                       | 100 % |
| Source des données. |                                    |           |              |                                  |                                                              |       |

### Établissements
Au 31 décembre 2015, la commune compte 96 établissements, dont quarante-neuf au niveau des commerces, transports ou services, dix-huit dans la construction, quatorze relatifs au secteur administratif, à l'enseignement, à la santé ou à l'action sociale, neuf dans l'industrie, et six dans l'agriculture, la sylviculture ou la pêche.

### Entreprises
Dernière biscotterie artisanale de France, « la Chanteracoise », implantée à Saint-Germain-du-Salembre, ouvre un deuxième site de production à Saint-Léon-sur-l'Isle, pour faire face à la demande croissante de ses produits, notamment ceux issus de l'agriculture biologique. Outre les biscottes bio, le site produit également des biscuits issus d'une biscuiterie familiale de Gours.

## Culture locale et patrimoine

### Lieux et monuments
- Ancienne propriété de la famille de Talleyrand[71], le château de Beauséjour remonte au XIVe siècle[72]. Il a été rebâti au XVIIe siècle après un incendie[71].
- L'église Saint-Léonce[73], romane du XIIe siècle, a été modifiée au XVe siècle[71].
- Les vestiges de la chapelle gothique des Bureloux[71].
- À côté de l'église, la gentilhommière du Puits Notre-Dame, aménagée en chambres d'hôtes, remonte au XVIIe siècle[74].

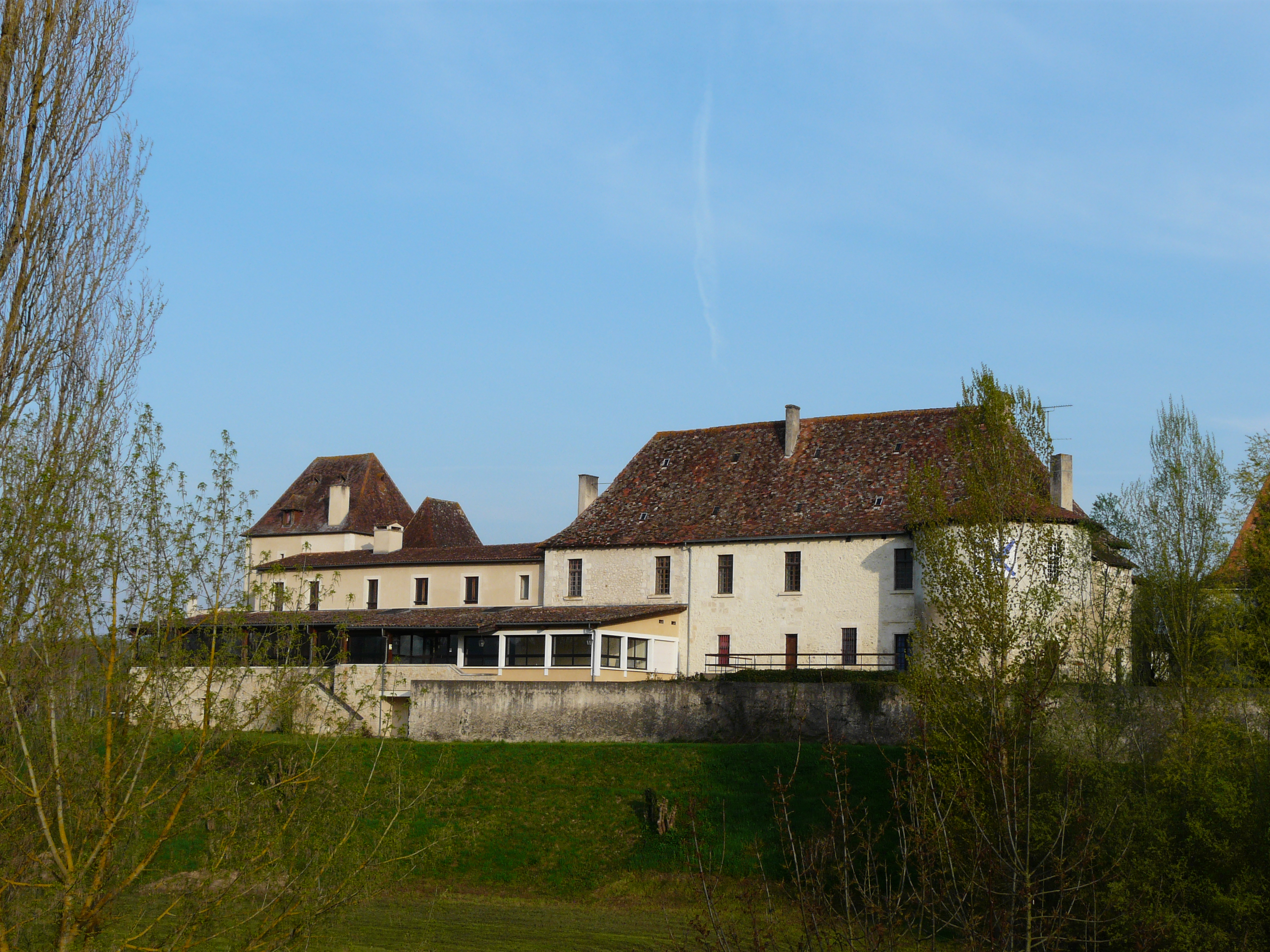
Le château de Beauséjour.
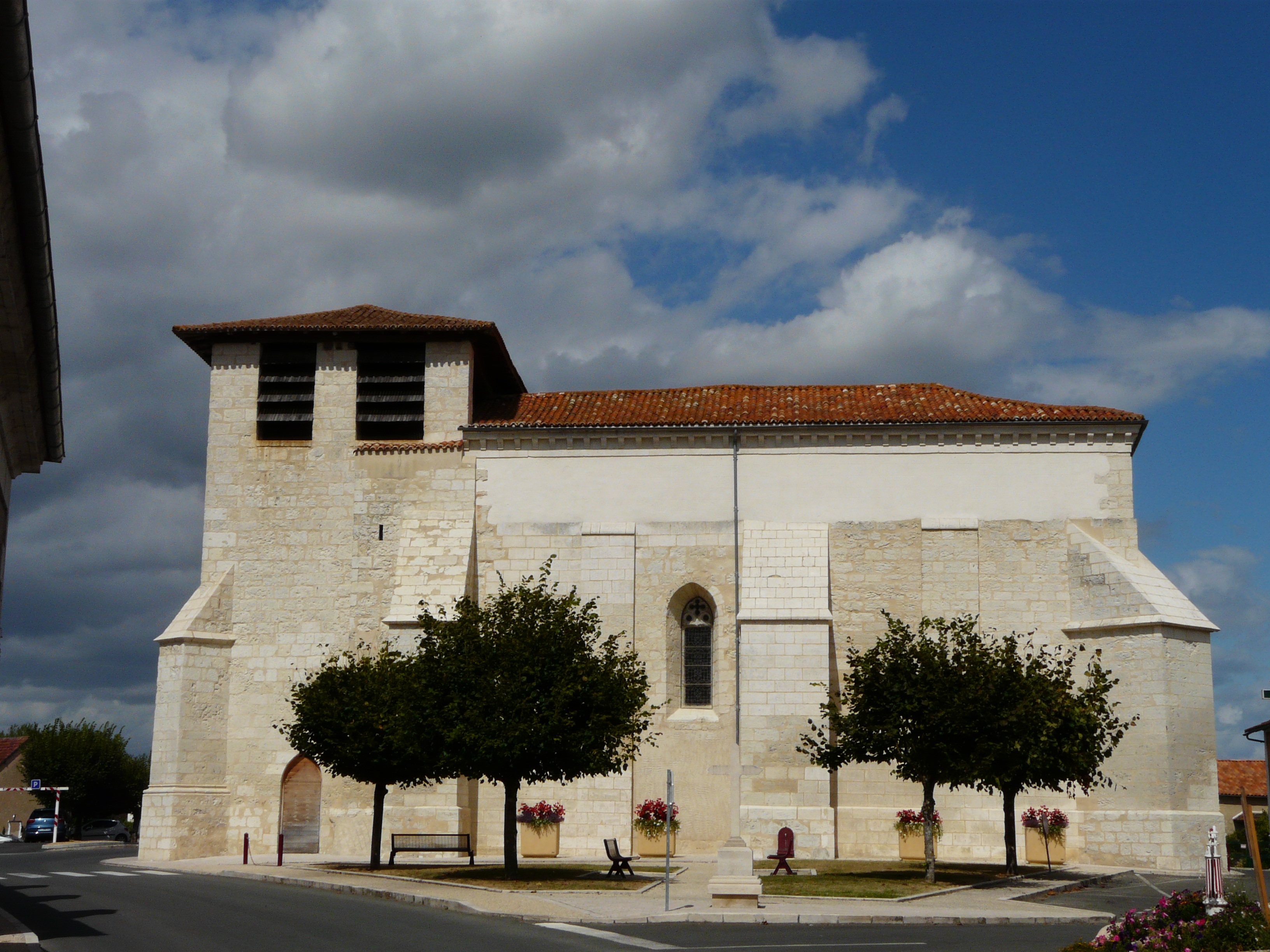
L'église Saint-Léonce.
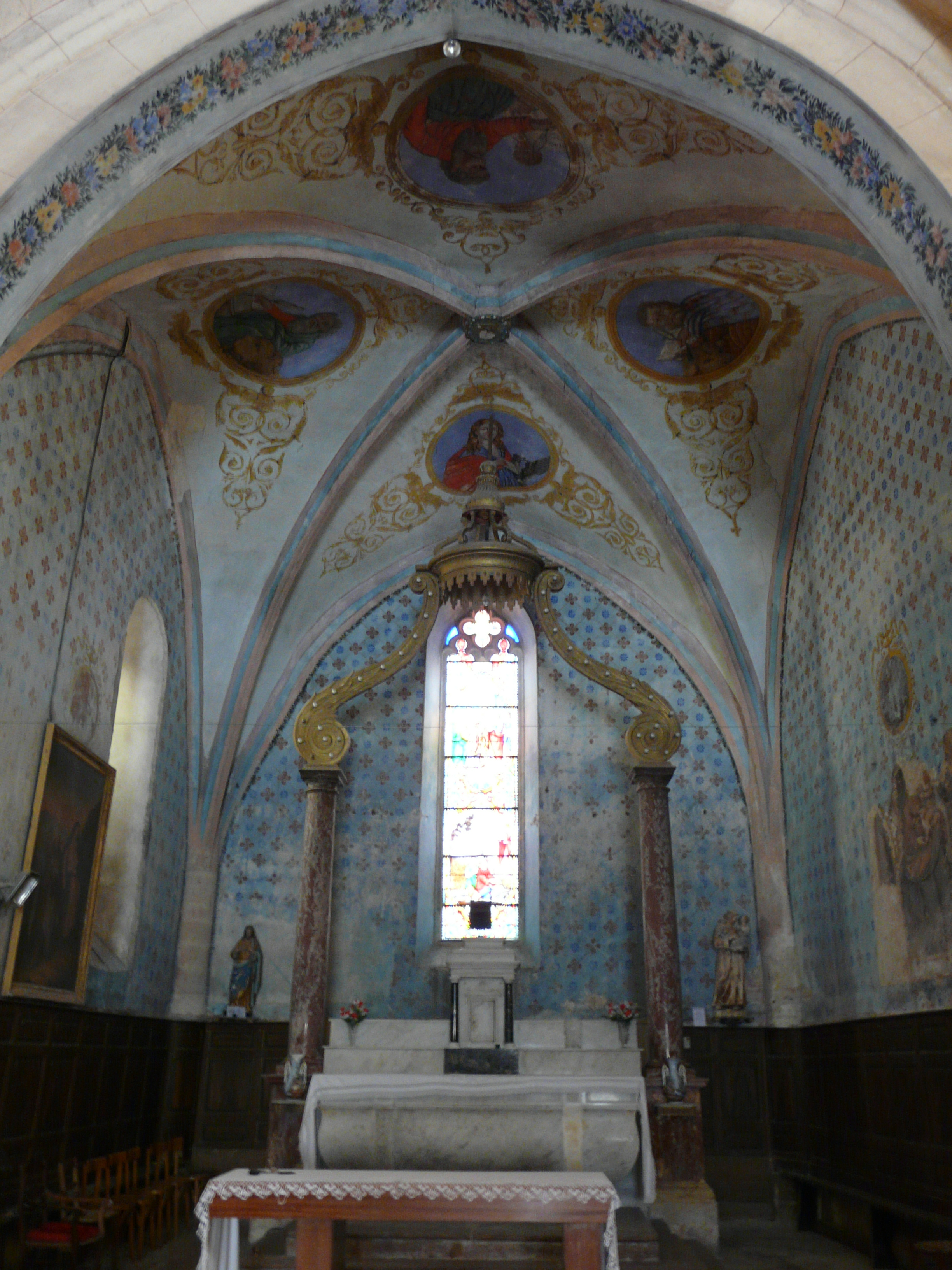
Le chœur de l'église.
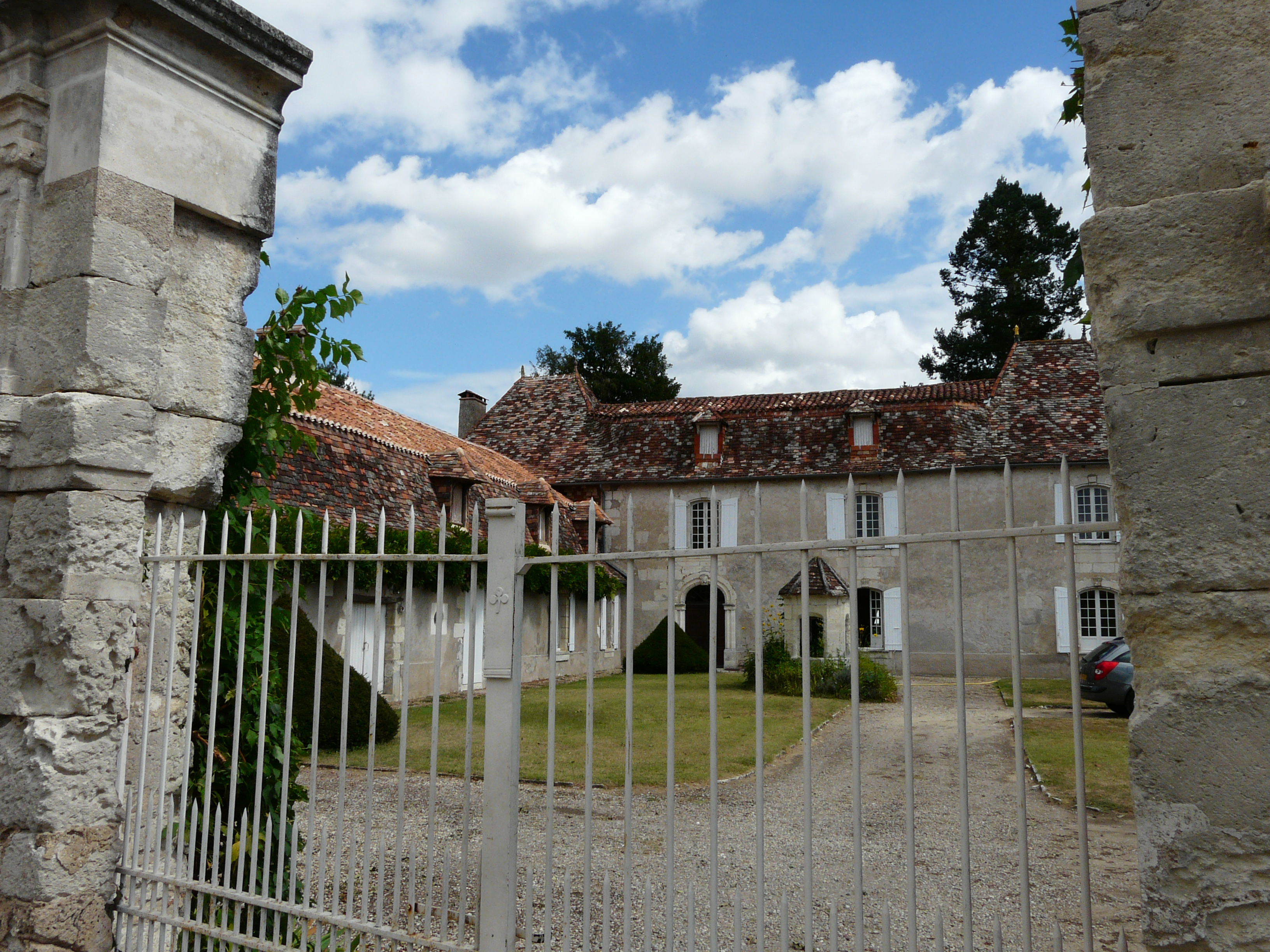
La gentilhommière du Puits Notre-Dame.

### Patrimoine naturel

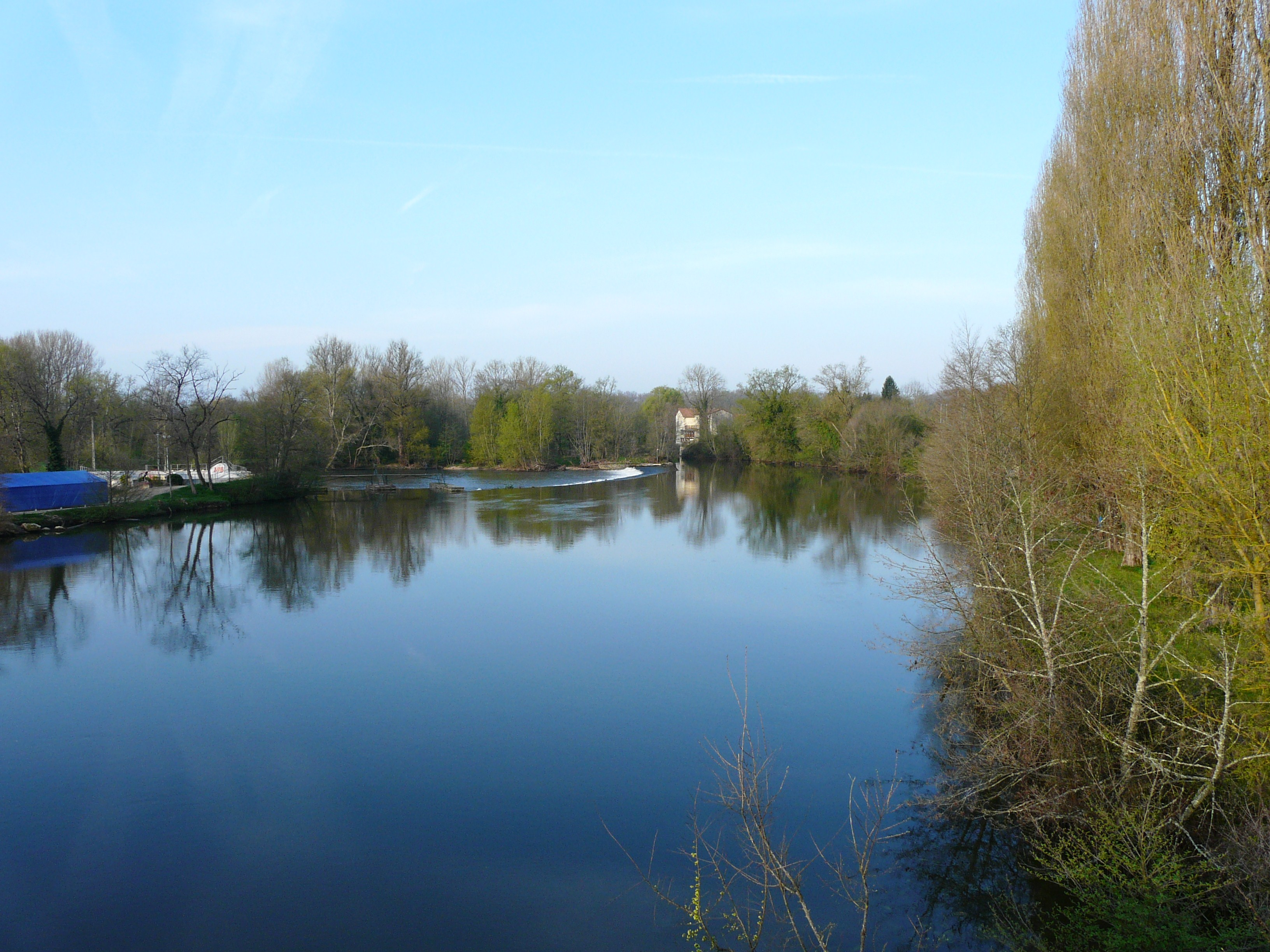
L'Isle en aval du pont de la RD 41E2.

L'Isle et sa vallée, ensemble de prairies et de cultures, représentent un site Natura 2000 très important pour une plante, l'angélique à fruits variables (Angelica heterocarpa) ainsi que pour le vison d'Europe et une libellule : le gomphe de Graslin (Gomphus graslinii). Outre la cistude d'Europe (Emys orbicularis) et l'écrevisse à pattes blanches (Austropotamobius pallipes), on y trouve également des aires de reproduction de six espèces de poissons dont des lamproies et des aloses.

### Personnalités liées à la commune
- Pierre Desgraupes (1918-1993), journaliste français, dirigeant d'une chaîne de télévision, est enterré à Saint-Léon-sur-l'Isle où, enfant, il passait ses vacances[76].
- Jean-Pierre Denis, réalisateur et scénariste français, est né à Saint-Léon-sur-l'Isle en 1946[77].

## Pour approfondir